# جيا غن
جيا إيتشيكاوا (بالإنجليزية: Gia Gunn)‏ المعروفة باسم جيا غن، هي مؤدية دراغ من شيكاغو ، إلينوي. اشتهرت بكونها متسابقة في الموسم السادس من برنامج
روبول دراغ ريس ، حيث احتلت المركز العاشر ، وفي كل النجوم 4 حيث احتلت المركز الثامن. بالإضافة إلى ذلك ، Gia هي المتسابقة السادسة التي تفصح عن كونها متحولة جنسيا.